# Voïvodie de Skierniewice
 (août 2024).
La voïvodie de Skierniewice (en polonais województwo skierniewickie) était une unité de division administrative et un gouvernement local de Pologne entre 1975 et 1998. 
Elle fut remplacée en 1999 par la voïvodie de Mazovie et de Łódź, à la suite d'une loi de 1998 réorganisant le découpage administratif du pays. 
Sa capitale était la ville de Skierniewice située à environ 100 kilomètres au sud de Varsovie.

## Bureaux de district

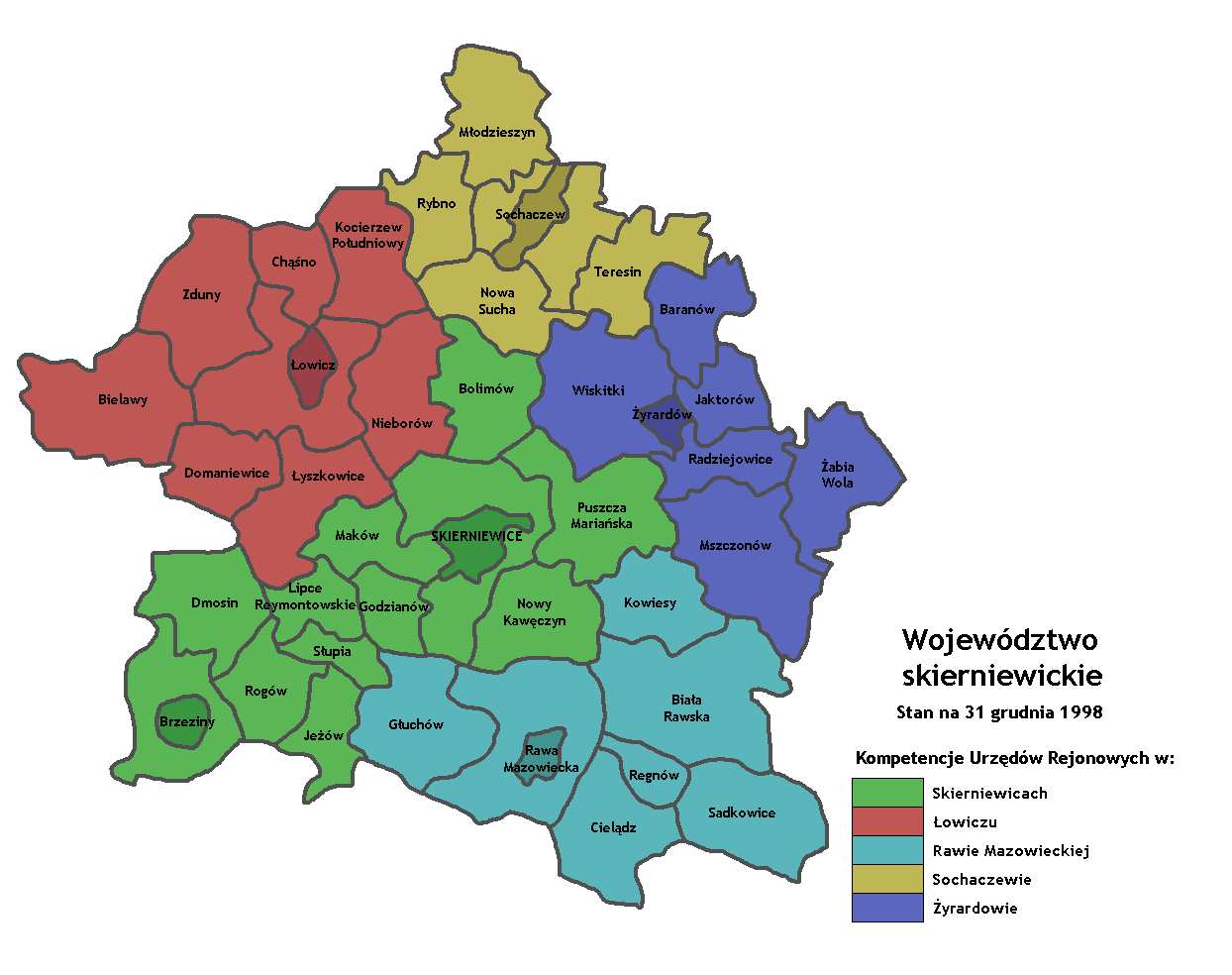
Carte des districts de la Voïvodie de Skierniewice

Sur la base de la loi du 22 mars 1990, les autorités locales de l'administration publique générale,ont créé 5 régions administratives associant une douzaine de municipalités.
Bureau de district de Łowicz
- Gminy

1. Bielawy
2. Chąśno
3. Domaniewice
4. Kocierzew Południowy
5. Łowicz
6. Łyszkowice
7. Nieborów
8. Zduny

- Ville

1. Łowicz

Bureau de district de Rawa Mazowiecka
- Gminy

1. Biała Rawska
2. Cielądz
3. Głuchów
4. Kowiesy
5. Rawa Mazowiecka
6. Regnów
7. Sadkowice

- Ville

1. Rawa Mazowiecka

Bureau de district de Skierniewice
- Gminy

1. Bolimów
2. Brzeziny
3. Dmosin
4. Godzianów
5. Jeżów
6. Lipce Reymontowskie
7. Maków
8. Nowy Kawęczyn
9. Puszcza Mariańska
10. Rogów
11. Skierniewice
12. Słupia

- Villes

1. Brzeziny
2. Skierniewice

Bureau de district de Sochaczew 
- Gminy

1. Młodzieszyn
2. Nowa Sucha
3. Rybno
4. Sochaczew
5. Teresin

- Ville

1. Sochaczew

Bureau de district de Żyrardów
- Gminy

1. Baranów
2. Jaktorów
3. Mszczonów
4. Radziejowice
5. Wiskitki
6. Żabia Wola

- Ville

1. Żyrardów

## Villes principales
Population au 31 décembre 1998
- Skierniewice - 48 696
- Żyrardów - 41 443
- Sochaczew - 37 585
- Łowicz - 31 750
- Rawa Mazowiecka - 18 422
- Brzeziny - 12 924
- Mszczonów - 6 293
- Biała Rawska - 3 231